# Sinfonia n. 25 (Michael Haydn)
La Sinfonia n. 25 in Sol maggiore MH 334 (Perger 16, Sherman 25) è una composizione di Michael Haydn, ultimata il 23 maggio 1783.
L'opera è stata per lungo tempo attribuita a Wolfgang Amadeus Mozart e conosciuta quindi come Sinfonia n. 37 in Sol maggiore K 444, ma è stato scoperto che opera di Mozart sono soltanto l'introduzione in Adagio maestoso e alcuni aggiustamenti nella partitura.

## L'introduzione di Mozart
La vera paternità dell'opera fu scoperta da Lothar Perger nel 1907. I musicologi contemporanei trovano "difficile comprendere come gli autori dell'edizione Breitkopf delle opere di Mozart possano aver attribuito a Wolfgang Amadeus la sinfonia, considerandola come immediatamente successiva alla Sinfonia Linz; lo stile infinitamente più semplice e arcaico del maestro salisburghese [Michael Haydn] offre un tale contrasto che qualcuno avrebbe potuto addirittura pensare che l'opera fosse stata scritta molto prima del 1783 se Mozart ne fosse stato l'autore."
L'introduzione fu probabilmente composta alla fine del 1783 per essere rappresentata a Linz allo stesso concerto che vide la première della Sinfonia n. 36.
È probabile che Mozart avesse ricopiato lo spartito della sinfonia per poterla studiare, ma invece scrisse un'introduzione con indicazione agogica Adagio maestoso (poche delle sinfonie di Michael Haydn possiedono un'introduzione lenta). Essa termina con una corona su un accordo di settima dominante, che conduce a una tonica con cui inizia l'opera di Haydn. Saint-Foix considera l'introduzione "un preludio molto espressivo che, peraltro, non è affatto in armonia con il movimento a cui vuole preparare l'ascolto."
Mozart ricopiò la partitura apponendo però alcuni aggiustamenti: rimosse la parte solista del fagotto dal secondo movimento (Andante sostenuto) e "sembra che abbia ridotto le sezioni colla parte per i fiati".

## Struttura
La strumentazione originale prevede parti per due oboi, flauto, due fagotti, due corni e archi. Il flauto suona solo nella prima parte del secondo movimento.
La revisione di Mozart taglia le parti per fagotti (sempre all'unisono con i violoncelli eccetto per alcuni passaggi nell'Adagio). In generale, però, le moderne esecuzioni della sinfonia tendono comunque ad includere le parti tagliate e ad aggiungere un basso continuo.
Oltre all'introduzione successiva di Mozart, sono presenti tre movimenti:
1. Allegro con spirito
2. Andante sostenuto
3. Allegro molto